# G Arms: Operation Gundam
G Arms: Operation Gundam (G Arms オペレーションガンダム, G Arms: Opereeshongandamu) (lui sont parfois rajoutés les sur-titres SD Gundam ou SD Gundam Command Series) est un jeu vidéo d'action développé et édité par Bandai en mai 1991 sur Game Boy. C'est une adaptation en jeu vidéo de la série basée sur l'anime Mobile Suit Gundam et notamment Super Deformed Gundam.